# Valliquerville
Valliquerville is een gemeente in het Franse departement Seine-Maritime (regio Normandië) en telt 1237 inwoners (2005). De plaats maakt deel uit van het arrondissement Rouen.

## Geografie
De oppervlakte van Valliquerville bedraagt 13,4 km², de bevolkingsdichtheid is 92,3 inwoners per km².
De onderstaande kaart toont de ligging van Valliquerville met de belangrijkste infrastructuur en aangrenzende gemeenten.

## Demografie
Onderstaande figuur toont het verloop van het inwonertal (bron: INSEE-tellingen).